# Villa Guerrero (Estado de México)
Villa Guerrero è un comune del Messico, situato nello stato di Messico.